# New Hampshire Motor Speedway

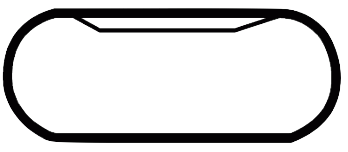
Mapa do New Hampshire Motor Speedway

New Hampshire Motor Speedway é um circuito oval, localizado na cidade norte-americana de Loudon, no estado de  New Hampshire, onde é realizada a prova automobilística New England 200.
Inaugurado em junho de 1990, após 9 meses em construção. Possui 1.058 milhas ou 1693 kms de extensão com 12° de inclinação nas curvas e 2° nas retas.
O circuito já foi utilizado em corridas da Champ Car entre 1992 e 1995, entre as provas da Indy Racing League entre 1996 e 1998 e desde seu ano de inauguração mantém provas da NASCAR.
Foi o palco de um dos principal acontecimentos automobilísticos para o Brasil, em 19 de agosto de 1995. O piloto brasileiro André Ribeiro, correndo pela equipe Tasman, bateu o recorde da pista, durante a prova classificatória para o gride de largada, com a impressionante velocidade de 177,427 Mph (237 km/h). Ele também venceu a prova daquele final de semana. Fato que jamais será igualado ou superado, pois o autódromo foi demolido para dar lugar a um novo.
O circuito também foi palco, no ano de 2000, de 2 acidentes fatais, vitimando Adam Petty, neto do hepta-campeão da NASCAR Richard Petty, e Kenny Irwin Jr. Após esses acidentes, os diretores do autódromo exigiram, por questões de segurança, a utilização de placas restritoras iguais as utilizadas em superspeedways como Daytona e Talladega.